# Mazamua
Mazamua bzw. Zamua und Lullumu (akkadisch KURMazamu/Lullumu, babylonisch URUMazamua/Zamua) war eine eisenzeitliche Region mit mehreren kleinen Königreichen und grenzte an Parsua, Namri und Hubuschkia.
Das Zentrum lag im Tal von Sulaimaniyya.

## Historischer Verlauf
Assur-Nasirpal II. nannte das Land Lullumu, machte es 881 v. Chr. tributpflichtig, nachdem die Könige von Mazamua ein Bündnis mit Nur-Adad vom Königreich Dagara eingingen. Der Pass von Bazian wurde mit einer Mauer unpassierbar gemacht. Dennoch konnte die Region Ende des Jahres unterworfen werden. 880 v. Chr. folgte ein erneuter Feldzug, da sich die Könige Ameka und Araštu (akk. Uraštu) weigerten,  Tribut zu entrichten. Die Festung Ammali, in die sich Araštu flüchtete, wurde eingenommen und eingeäschert. Teile der Bevölkerung wurden danach nach Nimrud deportiert. 843 v. Chr. berichtete Salmanasser III. bei seinem Feldzug, dass die Einheimischen Schilfboote bauten, die sie auch gegen die assyrische Armee einsetzten.
Im Jahr 733 v. Chr. war Mazamua unter Tiglatpileser III.  eine assyrische Provinz. In der Regierungszeit von Sargon II., der die dortige Infrastruktur verbesserte und neue Bauwerke errichten ließ, wurden keine Aufstände gemeldet. Allerdings vermerkte Sargon II. neue Einwanderer aus östlicher Richtung, die eine Gefahr bedeuten könnten.